# Alfredo Careaga
Alfredo Alejandro Careaga Viliesid (Ciudad de México, 1 de septiembre de 1942) es un ingeniero, físico, matemático y ecologista mexicano. Fue fundador y director general del Centro de Investigaciones de Quintana Roo, A.C. (CIQRO). Coordinó los trabajos que culminaron en el establecimiento de la Reserva de la Biosfera de Sian Ka’an, primera gran área tropical protegida de México. En 2004 recibió el Premio al Mérito Ecológico en la categoría individual, por sus aportaciones a la protección de los recursos naturales y el manejo sustentable del medio ambiente.

## Biografía
Cursó la licenciatura en Física (1967) y en Ingeniería Mecánica y Electricista (1966) en la Universidad Nacional Autónoma de México (UNAM). Tiene la maestría en Matemáticas Aplicadas, por el Courant Institute of Mathematical Sciences de la Universidad de Nueva York (New York University) (1969) y la maestría en Estadística, por el Imperial College of Science & Technology de Londres (1970). Es Doctor en Matemáticas, por la Universidad de Londres (University of London) (1973).
Fundó y dirigió el Centro de Investigaciones de Quintana Roo, A. C. (CIQRO) (1978 - 1985), (hoy día ECOSUR) dedicada al desarrollo sustentable, con la misión de investigar y propiciar el establecimiento de un modelo alternativo de desarrollo para el estado de Quintana Roo.
En su creación participaron la Secretaría de Educación Pública (SEP), el gobierno del estado de Quintana Roo, la Universidad Nacional Autónoma de México (UNAM), el Instituto Politécnico Nacional (IPN), el Consejo Nacional de Ciencia y Tecnología (CONACYT) y el Plan Nacional Hidráulico, hoy Comisión Nacional del Agua (CNA).
Como director del CIQRO, coordinó la fundación de la Reserva de la Biosfera de Sian Ka’an

, declarada por la Unesco como Patrimonio de la Humanidad en 1986. Supervisó la creación del Jardín Botánico “Dr. Alfredo Barrera Marín” que cuenta con 65 hectáreas de extensión; el cual incluye dos ecosistemas locales: la selva mediana subperennifolia y el manglar.

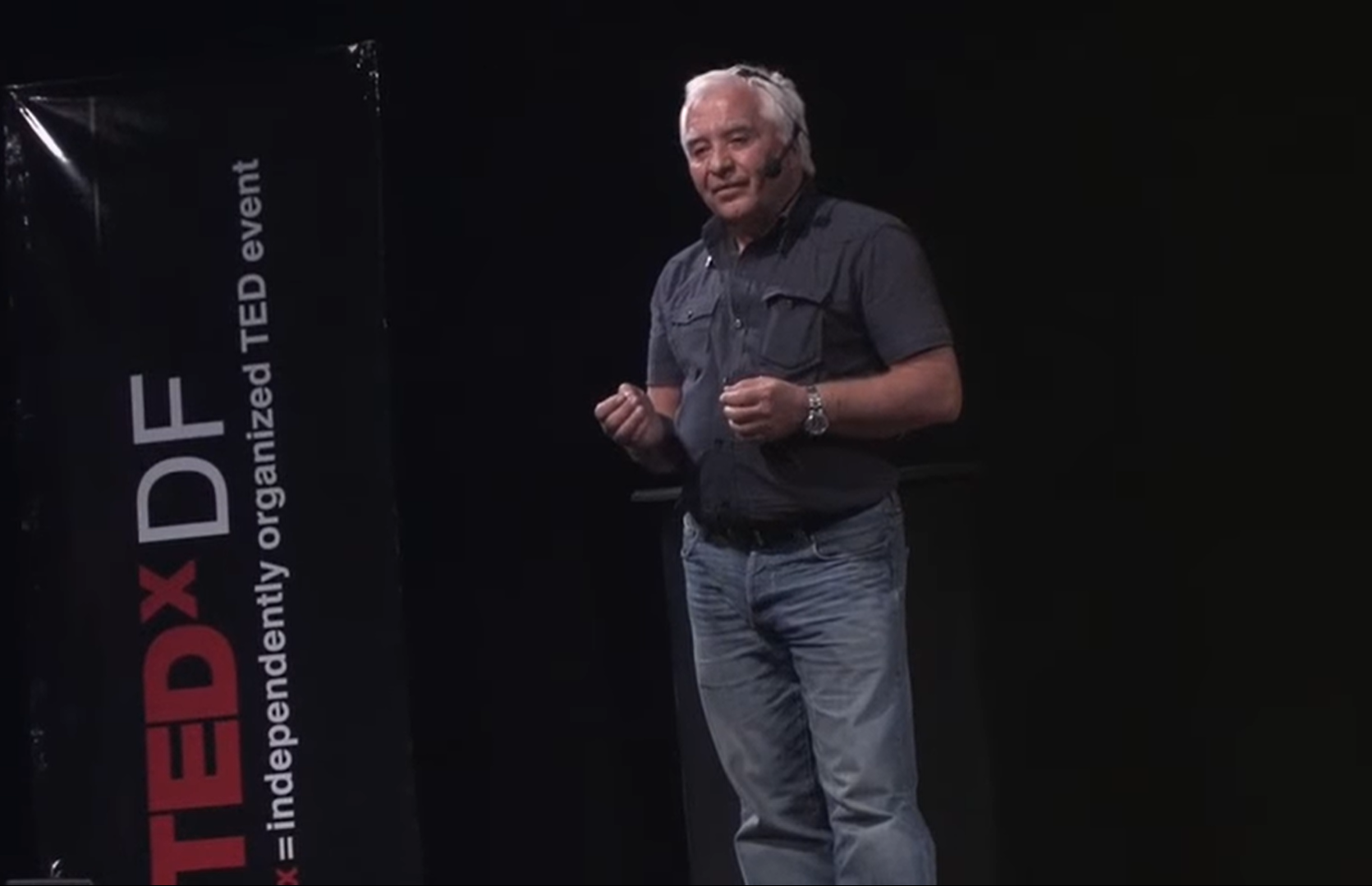
Alfredo Careaga realizando una TEDx Talk en México, 2011.

Asimismo, contribuyó al diseño y difusión de modelos ecotecnológicos aplicados en comunidades campesinas y pesqueras de Quintana Roo, como el uso de energía solar y eólica en viviendas y sistemas de producción.
Por encargo del titular de la Secretaría de Educación Pública, Jesús Reyes Heroles, participó en el establecimiento de políticas para el uso de computadoras en el Sistema Nacional de Educación Superior de México (1986).
Ocupó el cargo de Director Técnico de la Coordinación de Vinculación de la Universidad Nacional Autónoma de México (UNAM) (1997 - 1999), así como Subdirector de Innovación Tecnológica para la Divulgación Científica, en la Dirección General de Divulgación Científica de esa misma institución (1999 - 2006).
Después de ello se integró como profesor investigador de la Universidad Veracruzana (UV) desde 2006 hasta el 2014.

## Distinciones
En el año 2004 recibe el Premio al Mérito Ecológico en la categoría individual en el Día Mundial del Medio Ambiente, el 5 de junio, por su contribución en investigación, educación y divulgación de numerosas tecnologías de desarrollo sustentable.